# Beni Hofer
Beni Hofer (* 3. Mai 1978 in Davos) ist ein ehemaliger Schweizer Freestyle-Skier und Skirennfahrer.

## Karriere
Erste Erfolge als Skirennläufer feierte Hofer 1995 bei den Europäischen Olympischen Winter-Jugendtagen in Andorra la Vella. Er gewann Gold im Super-G sowie Silber im Riesenslalom.
In acht Jahren im Alpinen Skiweltcup (2000 bis 2008) kam er auf 54 Einsätze, wobei er zweimal in die Top 20 fahren konnte (2007 in Wengen und Gröden) und insgesamt achtmal Weltcuppunkte erreichte. Im Europacup konnte er in 153 Rennen zwei Siege verbuchen, beide im Jahr 2001 in Ravascletto und Courchevel. Der gelernte Schreiner gab im März 2008 seinen Rücktritt vom alpinen Skisport bekannt und arbeitete darauf im Unternehmen seines Cousins Paul Accola.
In der Saison 2008/09 gab Hofer jedoch ein Comeback im Freestyle-Skiing-Weltcup in der Disziplin Skicross. Sein dortiges Weltcupdebüt feierte er am 5. Januar 2009 in St. Johann in Tirol, wobei ihm mit Rang 20 bereits auf Anhieb der Sprung in die Weltcuppunkteränge gelang.
Sein bestes Ergebnis bei einem internationalen Großereignis erreichte er 2009 bei den Weltmeisterschaften in Inawashiro mit Rang 20. Bei den Olympischen Winterspielen im darauffolgenden Jahr in Vancouver schied er bereits im Achtelfinale aus und belegte schlussendlich den 32. Platz. Dies war zugleich sein letzter internationaler Auftritt im Skicross.

## Erfolge

### Ski Alpin

#### Weltcup
- 8 Platzierungen unter den besten 30

#### Europacup
- Saison 2000/01: 2. Riesenslalomwertung, 4. Gesamtwertung

| Datum            | Ort         | Land       | Disziplin    |
| ---------------- | ----------- | ---------- | ------------ |
| 25. Januar 2001  | Courchevel  | Frankreich | Riesenslalom |
| 14. Februar 2001 | Ravascletto | Italien    | Riesenslalom |

#### Weitere Erfolge
- 13 Siege bei FIS-Rennen

### Ski Freestyle

#### Olympische Winterspiele
- Vancouver 2010: 32. Skicross

#### Weltmeisterschaften
- Inawashiro 2009: 20. Skicross

#### Weltcup
- 5 Platzierungen unter den besten 10

#### Nor-Am Cup
- 2 Platzierungen unter den besten 10

#### Weitere Erfolge
- Ein Sieg bei einem FIS-Rennen